# 吴天一
吴天一（1935年6月25日—），塔吉克名依斯玛义·赛里木江，塔吉克族，生于新疆伊犁，原籍新疆塔什库尔干，中华人民共和国医学家、中国工程院院士，被誉为中国高原医学的开拓者。

## 生平
1935年，吴天一出生在新疆伊犁一个塔吉克族知识分子家庭，取名“依斯玛义·赛里木江”。后来，随父母到南京生活9年，有了汉文名“吴天一”。1951年，考入中国医科大学。毕业后便和妻子随中国人民志愿军到朝鲜平壤医院工作。1958年，响应支援大西北的号召到青海，和来自山东、河南的许多青年一道支援当地建设。
许多初到青藏高原的青年都得了高原病。随后他又听说，在一次边境自卫反击战中，有士兵得急性高原病而造成减员。他由此决心将研究方向定为高原医学领域。此后，他在当医生的同时，开始了数十年的临床观察。
1970年代末，吴天一从部队转业到青海省人民医院，推动成立了“青海省高原医学科学研究所”。1979年到1985年，主持了历时6年、覆盖5万人的急慢性高原病大调查，对海拔4000米以上的果洛、玉树、唐古拉等地藏族、汉族牧民体质特征及各种高原病进行了调研，先后治疗2万多例患者。1990年，为阐明人体自低海拔急速进入高原后的生理反应及高山病发病规律，吴天一率中日联合考察队到海拔6282米的阿尼玛卿雪山考察，在海拔5000米开展高山生理实验10天后，日本考察队因急性高原反应而停止活动，吴天一则率中国考察队继续行进，吴天一登上海拔5620米建立实验站。此次实验收集了不同海拔的人体生理数据，对高原医学作出了贡献。为此，在第四次国际高山医学会上，国际高山医学会授予吴天一“高原医学特殊贡献奖”。
1997年，国际高山医学会准备为急性高山病、慢性高原心脏病制定标准。吴天一率先领导中国专家建立中华医学会高原病统一命名、分型、诊断标准。2004年，第六次高原医学会在澳大利亚悉尼召开，吴天一提出的量化诊断标准获一致通过，命名为“青海标准”，成为中国医学界第一个国际标准。
吴天一走遍了青海省、西藏自治区、甘肃省、四川省的大部分高原。他第一个报道高原肺水肿病，第一个报道高原红细胞增多症，第一个报道成人性高原心脏病。他还系统研究了青藏高原的各型高原病，创建了慢性高原病量化诊断系统。
在青藏铁路建设过程中，吴天一率领团队提出急性高原病抢救“高压舱、高压袋、高流量吸氧”以及“低转、低转、再低转”的急救措施，并配有卫生保障方案。在5年的建设过程中，共计超过14万筑路工人中，无一例因为急性高山病而死亡。在世界第六届高原病医学大会上，各国专家提出了现场观察的要求，吴天一随即带各国专家170多人来到施工点观察了高原氧舱及各种高水平医疗设备。
青藏铁路开工当年，吴天一当选为中国工程院院士，成为青海省惟一的中国工程院院士，也是塔吉克族惟一的中国工程院院士。
吴天一每年会率队到青海省条件最艰苦的黄南、果洛、玉树等地开展巡回义诊，每次都是每天接待超过200人，被藏族群众亲切地称为“好曼巴”（好医生）。2010年玉树地震救灾，他亲自到各救援点指导并且参与抢救36例病人。吴天一的父母亲人都在美国，但他坚持在青海省工作。

## 奖项和荣誉
吴天一先后获得香港何梁何利奖、中国光华科技奖、国家科技进步特等奖、全国抗震救灾模范，并享受国务院特殊津贴。
2021年6月29日，获颁七一勋章。2022年3月3日，入选2021感动中国年度人物。

### 以吴天一名字命名的菌种
- 吴天一圣格奥尔根菌 Georgenia wutianyii |Tian et al. 2020[6]，吴天一乔治菌